# Italian Soul
Italian Soul è la seconda raccolta del gruppo musicale italiano Ridillo, pubblicata nel 2015.

## Descrizione
Nell'anno del ventennale discografico della band, viene realizzato un album comprendente tutte le cover in italiano di classici internazionali del soul che i Ridillo hanno finora inciso. Per gran parte (artwork incluso) il contenuto del disco ricalca quello di Soul assai brillante, con l'aggiunta di Non è normale (tratto da Playboys) e Passo le mie notti qui da solo (tratto da Weekend al Funkafè). La versione di Talmente donna proviene invece da Hello!. Negli store musicali digitali, Italian soul in pratica occupa il posto di Soul assai brillante.

## Tracce
1. Non è normale (It's Not Unusual) - 3:26
2. Se io ti regalo un fiore (Gimme Little Sign) - 3:28
3. Passa e vai (Walk On By) - 3:31
4. Sei contenta (I Got You Babe) feat. Alessandra Ferrari - 3:43
5. Gira gira (Reach Out I'll Be There) - 3:23
6. Per vivere insieme (Happy Together) - 3:46
7. 24 ore spese bene con amore (Spinning Wheel) - 3:56
8. Vai pure via (Please Don't Let Me Be Misunderstood) - 3:34
9. Talmente donna (More Than A Woman) - versione Hello! - 3:57
10. Bisogna far qualcosa (These Boots are Made for Walkin') / Il beat cos'è (The Beat Goes On) feat. Jacqueline Perkins - 5:17
11. Com'è Buia la Città (Ain't No Sunshine) - 3:41
12. Navi (Sittin' on the Dock of the Bay) - 3:01
13. Passo le mie notti qui da solo (Music Talk) feat. Montefiori Cocktail - 3:41
14. MondoNuovo (soul version 2007) 3:15 / silenzio 0:23 / estratto dal musical (ghost track) 2:20 - 5:58

## Formazione
- Daniele "Bengi" Benati – voce, chitarra
- Claudio Zanoni – tromba, chitarra, voce
- Paolo D'Errico – basso, fischio, voce
- Renzo Finardi – batteria, percussioni, voce
- Alberto Benati – tastiera, voce
- Vincenzo Murè – tastiera